# Voix ouvrière (Zeitung)
Die Voix ouvrière war eine kommunistische Schweizer Zeitung, die in Genf herausgegeben wurde und in 41 Jahrgängen von 1944 bis 1985 erschien. Die Nachfolgezeitschrift hiess VO réalités. Sie war das offizielle Organ der Partei der Arbeit der Schweiz. Den Informanten der schweizerischen Bundesanwaltschaft diente sie oft als Informationsquelle zu überwachten Personen (siehe Fichenaffäre).